# Cecilia Roth
Cecilia Edith Rotenberg Gutkin beter bekend als Cecilia Roth (Buenos Aires, 8 augustus 1956) is een Argentijns actrice. Ze won tweemaal de Goya voor beste actrice voor haar rollen in Martín (Hache) en Todo sobre mi madre. Ze staat bekend als chica Almodóvar ("Almodóvarmeisje") omdat ze meerdere films met de  regisseur Pedro Almodóvar gemaakt heeft.

## Filmografie (selectie)
- 1980 - Arrebato
- 1980 - Pepi, Luci, Bom y otras chicas del montón
- 1982 - Laberinto de pasiones
- 1983 - Entre tinieblas
- 1984 - ¿Qué he hecho yo para merecer esto?
- 1992 - Un lugar en el mundo
- 1997 - Martín (Hache)
- 1999 - Todo sobre mi madre
- 2002 - Hable con ella
- 2008 - El nido vacío
- 2013 - Los amantes pasajeros
- 2018 - El Ángel
- 2019 - Dolor y gloria
- 2020 - Crímenes de familia